# Julidochromis dickfeldi
Espèce
Statut de conservation UICN

 LC  : Préoccupation mineure
Julidochromis dickfeldi est un poisson appartenant à la famille des Cichlidae. Comme toutes les espèces du genre Julidochromis, il est endémique du lac Tanganyika.

## Reproduction
Julidochromis dickfeldi est, comme les autres Julidochromis, un pondeur sur substrat caché. La femelle dépose une petite quantité d'œuf sur un rocher à l'abri de la lumière, qui sont ensuite fertilisés par le mâle. Après éclosion, le mâle et la femelle gardent le frai.

## Référence
Staeck : A new cichlid fish from Lake Tanganyika: Julidochromis dickfeldi sp. n. (Pisces, Cichlidae). Revue Zool Afr, 89-4 pp 981-986.